# Desire (album, Bob Dylan)
Desire je sedmnácté studiové album Boba Dylana. Album vyšlo 5. ledna 1976 u Columbia Records (CBS 86 003). Anonymně se na albu podílela i Emmylou Harris.

## Seznam skladeb
| Strana 1 | Strana 1                              | Strana 1    | Strana 1 |
| Pořadí   | Název                                 | Autor       | Délka    |
| -------- | ------------------------------------- | ----------- | -------- |
| 1.       | Hurricane                             | Dylan, Levy | 8:33     |
| 2.       | Isis                                  | Dylan, Levy | 6:58     |
| 3.       | Mozambique                            | Dylan, Levy | 3:00     |
| 4.       | One More Cup of Coffee (Valley Below) | Dylan       | 3:43     |
| 5.       | Oh, Sister                            | Dylan, Levy | 4:05     |

| Strana 2       | Strana 2           | Strana 2       | Strana 2 |
| Pořadí         | Název              | Autor          | Délka    |
| -------------- | ------------------ | -------------- | -------- |
| 1.             | Joey               | Dylan, Levy    | 11:05    |
| 2.             | Romance in Durango | Dylan, Levy    | 5:50     |
| 3.             | Black Diamond Bay  | Dylan, Levy    | 7:30     |
| 4.             | Sara               | Dylan          | 5:29     |
| Celková délka: | Celková délka:     | Celková délka: | 56:13    |

## Sestava
- Bob Dylan – zpěv, harmonika, kytara; piáno v „Isis“
- Scarlet Rivera – housle
- Howard Wyeth – bicí, piáno
- Dominic Cortese – akordeon, mandolína
- Vincent Bell – buzuki
- Rob Stoner – baskytara, doprovodný zpěv
- Emmylou Harris – doprovodný zpěv (na obalu alba není uvedena)
- Ronee Blakley – doprovodný zpěv v „Hurricane“
- Steven Soles – doprovodný zpěv v „Hurricane“
- Luther Rix - konga v „Hurricane“